# Соматоформные расстройства
Соматофо́рмные расстро́йства — группа психических (невротических) расстройств, проявляющиеся в виде напоминающих соматическое заболевание симптомов. Эти проявления никак не связаны с приёмом алкоголя или наркотических веществ, каким-либо имеющимся заболеванием или же другими психическими проблемами.

## Классификация
Классификация психических расстройств постоянно пересматривается. В МКБ-10 группа соматоформных заболеваний F45 состояла из следующих патологий:
- F45.0 Соматизированное расстройство
  - F45.1 Недифференцированное соматоформное расстройство
  - F45.2 Ипохондрическое расстройство
  - F45.3 Соматоформная вегетативная дисфункция
  - F45.4 Состояние упорной соматоформной боли
  - F45.8 Другие соматоформные расстройства
  - F45.9 Соматоформное расстройство, неуточненное

В МКБ-11 разработана новая категоризация соматизированных и соматоформных расстройств, которая объединила в один регистр все соматоформные расстройства F45.0 и неврастению F48.0 в классификации
МКБ-10. Единственная категория состояний исключена из новой классификации соматических дистресс-расстройств – это ипохондрия F45.2.
В новой классификации расстройства телесных ощущений и переживаний(соматическое дистресс-расстройство) определяется как «характеризующиеся присутствием телесных симптомов, мучительных для конкретного пациента, чрезмерно захватывающих его внимание и обостряющихся при повторном общении с лицами, оказывающими медицинскую помощь. Если состояние обусловлено или спровоцировано соматическими симптомам, уровень внимания к нему отчетливо излишний в связи с проявлениями и прогрессированием. Повышенное внимание не уменьшается ни проведением соответствующего клинического обследования, ни исследованиями, ни адекватным переубеждением. Телесные симптомы и связанное с ними беспокойство постоянны, присутствуют большинство дней на протяжении по меньшей мере нескольких месяцев и связаны со значительным нарушением в личной, семейной, социальной, учебной, профессиональной и других важных областях функционирования. Обычно расстройство включает множество телесных симптомов, которые могут изменяться время от времени. Редко присутствует один симптом — обычно боль или усталость — который ассоциируется с другими проявлениями расстройства».

### Диссертации
- Иванов, Станислав Викторович. Соматоформные расстройства (органные неврозы):эпидемиология, коморбидные психосоматическиесоотношения, терапия. dlib.rsl.ru (2002). — автореферат дис. ... доктора медицинских наук. Дата обращения: 18 сентября 2019.
- Васильева, Ирина Юрьевна. Соматоформные расстройства и качество жизни у пациенток гинекологического стационара. search.rsl.ru (2004). — автореферат дис. ... кандидата медицинских наук. Дата обращения: 18 сентября 2019.
- Бениашвили, Аллан Герович. Соматоформные расстройства с преобладанием в клинической картине абдоминалгий (психопатологические, патопсихологические, психофармакологические аспекты). dlib.rsl.ru (2003). — диссертация ... кандидата медицинских наук. Дата обращения: 18 сентября 2019.

### Статьи
- Чижова А. И. Клинико-психологические аспекты патогенеза соматоформных расстройств // Вестник психиатрии и психологии Чувашии. — 2012. — Вып. 8. — ISSN 1993-1298.
- Макаричева Э. В., Пыркова К. В. Структура психического инфантилизма у пациентов с соматоформными расстройствами // Казанский медицинский журнал. — 2008. — Т. 89, вып. 3. — ISSN 0368-4814.
- Кувшинова Н. Ю., Мостовая Л. И. Современные представления о психосоматических расстройствах // Известия Самарского научного центра Российской академии наук. — 2011. — Т. 13, вып. 2—3. — ISSN 1990-5378.